# Scissor
|  | No s'ha de confondre amb Scissor macrocephalus. |

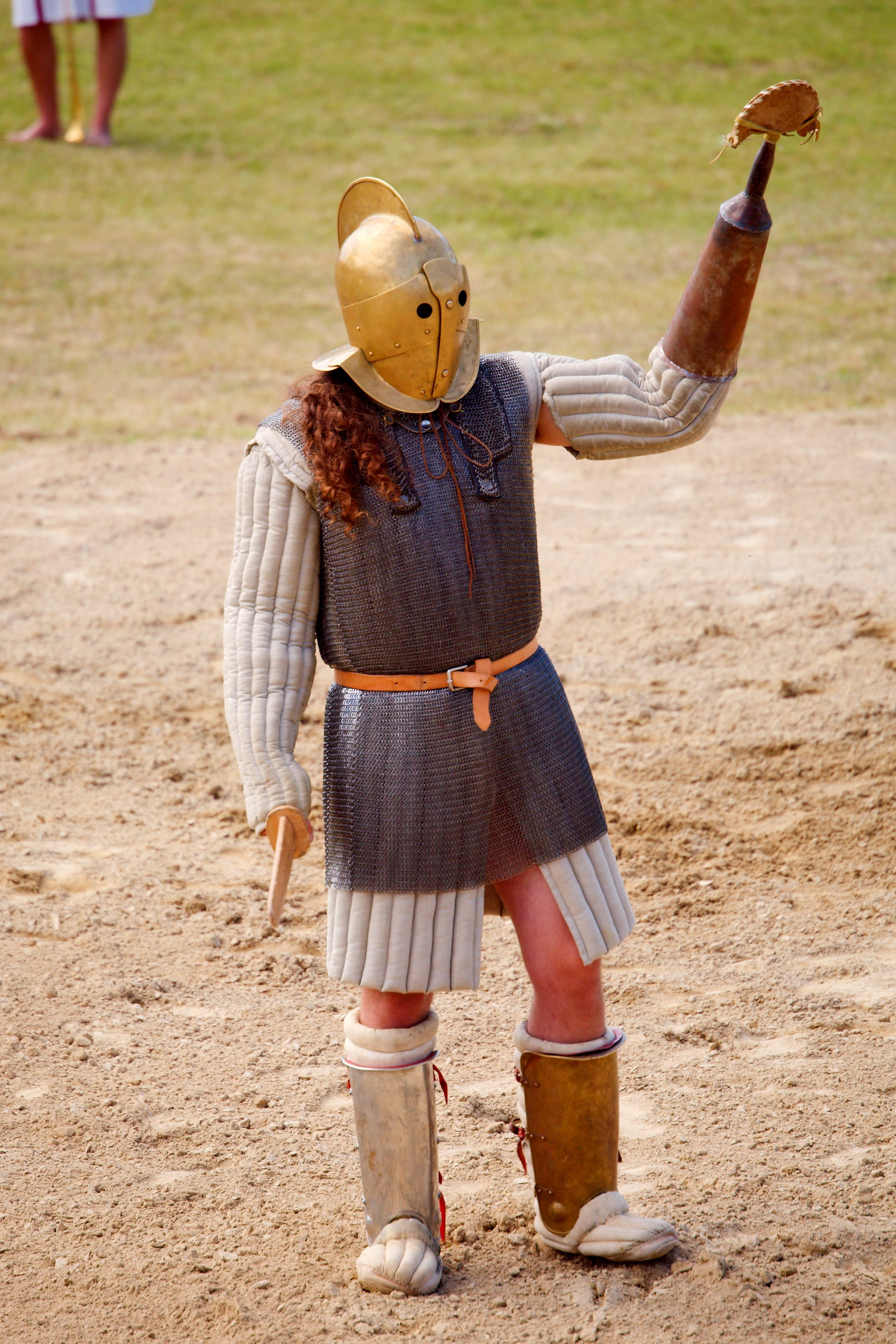
Recreació d'un Scissor

El Scissor (en català 'trinxador') va ser un tipus de gladiador de l'antiga Roma.
Aquest gladiador anava fortament armat. Portava una espasa curta (gladius) en una mà, i a l'altre braç duia un tub metàl·lic que acabava en un pal que tenia acoblada una fulla en forma de trinxant. Aquesta arma devia d'estar esmolada per les dues bandes, i podia ferir tant empenyent com estirant. Segurament l'arma estava pensada per tallar les xarxes del retiarius, però també era molt perillosa si s'usava per atacar.
Estava protegit per un casc que li cobria tota la cara i només deixava petits forats per als ulls. El secutor també utilitzava aquest tipus de casc. El cos el portava cobert fins als genolls per una cota de malla. Portava una protecció al braç on duia l'espasa (manica) i plaques de metall a les dues cames que li arribaven fins als genolls.